# Terpersdurp
Terpersdurp is de naam van de dorpskern Engelen, gemeente 's-Hertogenbosch, tijdens carnaval. Engelen ligt wat hoger dan de omliggende weilanden, als het ware een grote terp. De inwoners van Engelen heten tijdens carnaval de Terpers.
Carnaval in Terpersdurp begint op zondag. De prins wordt ingehaald en ook is de grote optocht op carnavalszondag. Aansluitend wordt de Knilles onthuld. Knilles is de carnavalsmascotte van Terpersdurp tijdens de dagen.
Kenmerkend voor het carnaval in Terpersburcht, is dat de prins op maandag en dinsdag traditiegetrouw een hart onder de riem steekt bij diegenen die geen carnaval kunnen vieren. De prins is dan op ziekenbezoek. In de avond is er het traditionele gekostumeerd bal in de Engelenburcht.